# NGC 7406
NGC 7406 est une petite galaxie spirale relativement rapprochée et située dans la constellation du Verseau. Cette galaxie a été découverte par l'astronome allemand Albert Marth en 1864. Sa vitesse par rapport au fond diffus cosmologique est de 1 246 ± 26 km/s, ce qui correspond à une distance de Hubble de 18,4 ± 1,4 Mpc (∼60 millions d'al).
NGC 7406 présente une large raie HI. Selon la base de données Simbad, NGC 7406 est une candidate au titre de galaxie à noyau actif.
À ce jour, une seule mesure non basée sur le décalage vers le rouge (redshift) donne une distance d'environ 18,000 Mpc (∼58,7 millions d'al). Cette valeur est à l'intérieur des valeurs de la distance de Hubble.
En l'absence d'aigrettes de diffraction, l'objet situé au sud-ouest de NGC 7406 n'est probablement pas une étoile de notre galaxie. L'outil de recherche d'objet situé à proximité d'un autre objet permet d'identifier cet objet. Sa désignation est WISEA J225354.55-063509.7, cependant aucune information n'est disponible à son sujet sur les principales base de données.